# Riconoscimenti internazionali dell'Artsakh
Per riconoscimenti internazionali della repubblica dell'Artsakh, già repubblica del Nagorno Karabakh, si intendono tutti quei pronunciamenti ufficiali che si sono espressi in tal senso nei confronti del piccolo stato de facto del Caucaso meridionale, chiamato fino al 20 febbraio 2017 Nagorno Karabakh ed esistito fino al 1º gennaio 2024.

## Premessa
L'Artsakh è stata una repubblica autoproclamatasi indipendente situata nel Caucaso meridionale, confinante ad ovest con l'Armenia, a sud con l'Iran a nord e ad est con l'Azerbaigian. I confini territoriali de facto esistiti dal 1992 al 2020 sono stati determinati al termine del conflitto scoppiato nel gennaio del 1992, dopo l'avvenuta proclamazione di indipendenza. Alcune porzioni del territorio (parte della regione di Shahumian e i bordi orientali delle regioni di Martowni e Martakert) erano rimaste sotto controllo azero, pur essendo rivendicate dagli armeni come parte integrante del loro stato.
Al principio di autodeterminazione degli armeni (che si avvalsero della legislazione sovietica dell'epoca e sancirono il diritto al nuovo stato dopo l'uscita dell'Azerbaigian dall'Urss), gli azeri contrappongono quello dell'integrità territoriale.

## Riconoscimenti internazionali di Paesi membri ONU
La repubblica dell'Artsakh non è stata riconosciuta ufficialmente da alcuno stato facente parte dell'ONU: è stata, dunque, uno Stato non riconosciuto. La stessa Armenia, pur avendo strettissimi rapporti politici ed economici con il Nagorno Karabakh, si è astenuta dal riconoscimento ufficiale per non pregiudicare lo stato delle trattative negoziali portate avanti con molta difficoltà dal Gruppo di Minsk.

## Riconoscimenti internazionali di Paesi non membri ONU
Riconoscimenti ufficiali sono invece arrivati da Paesi che non fanno parte delle Nazioni Unite:
- Abcasia
- Ossezia del Sud
- Transnistria

## Riconoscimenti ufficiali di secondo livello
A partire dal 2012 sono cominciati ad arrivare alcuni riconoscimenti ufficiali da parte di stati federati (in particolare degli Stati Uniti d'America) o entità territoriali minori.
- Rhode Island - maggio 2012[1][2]
- Massachusetts - agosto 2012[3][4]
- Nuovo Galles del Sud - ottobre 2012[5][6]
- Maine - aprile 2013[7]
- Louisiana - maggio 2013
- California - agosto 2014
- Paesi Baschi - settembre 2014
- Navarra - settembre 2014
- Georgia - marzo 2016[8]
- Hawaii - marzo 2016[9]
- Michigan - settembre 2017[10]
- Colorado - aprile 2019[11]
- Lombardia - novembre 2020[12]

## Altri riconoscimenti
- Contea di Fresno (California) - aprile 2013[13][14]
- Los Angeles, California - gennaio 2014[15]

## Riconoscimenti da parte di comuni italiani
Tra ottobre e novembre 2020, durante e dopo la seconda guerra del Nagorno Karabakh, una trentina di comuni italiani hanno votato mozioni di riconoscimento dell'Artsakh. Fra questi i seguenti capoluoghi di provincia:
- Milano (13.10.2020)[16]
- Palermo (28.10.2020)[17]
- Forlì (13.11.2020)[18]
- Cesena (13.11.2020)[19]
- Pisa (19.11.2020)[20]

## Altre dichiarazioni e manifestazioni di intenti
- Il 7 luglio 1988 il Parlamento Europeo votò una risoluzione incentrata sul pogrom di Sumgait nella quale venne fatto riferimento al Nagorno Karabakh in quanto "storicamente parte dell'Armenia".[21]
- gemellaggio Stepanakert - Montebello (California), 2005[22]
- gemellaggio Martuni - Les Pennes-Mirabeau (Francia), 2013[23]
- gemellaggio Hadrut - Vienne (Francia), 2014[24]
- gemellaggio Shushi - Bourg-lès-Valence, 2014[25]
- gemellaggio Tchartar - Décines-Charpieu, 2017[26]
- gemellaggio Berdzor - Alfortville, 2018[27]
- gemellaggio Shushi - Saint-Étienne, 2018[28]
- gemellaggio Stepanakert - Città di Ryde, 2019[29]